# Мідне-Власово
Мі́дне-Вла́сово (рос. Медное-Власово) — селище у складі Лосино-Петровського міського округу Московської області, Росія.

## Населення
Населення — 436 осіб (2010; 457 у 2002).
Національний склад (станом на 2002 рік):
- росіяни — 94 %